# Paul Butler (Boxer)
Paul Butler (* 11. November 1988 in Chester, England) ist ein britischer Boxer im Bantamgewicht. 

## Profikarriere
Im Jahre 2010 begann er erfolgreich seine Profikarriere. Am 7. Juni 2014 boxte er gegen Stuart Hall um den Weltmeistertitel des Verbandes IBF und siegte durch geteilte Punktrichterentscheidung. Diesen Gürtel legte er nieder, da er ins Superfliegengewicht wechselte. In dieser Gewichtsklasse kämpfte er im August des darauffolgenden Jahres gegen Zolani Tete ebenfalls um die IBF-Weltmeisterschaft und verlor durch technischen Knockout.